# Epignoma jillyi
Epignoma jillyi är en insektsart som beskrevs av Irena Dworakowska 1977. Epignoma jillyi ingår i släktet Epignoma och familjen dvärgstritar.
Artens utbredningsområde är Kongo-Kinshasa. Inga underarter finns listade i Catalogue of Life.